# ان‌جی‌سی ۴۹۳۹
ان‌جی‌سی ۴۹۳۹ (انگلیسی: NGC 4939) یک کهکشان مارپیچی است که در صورت فلکی سنبله قرار دارد. این کهکشان در فاصله حدود ۱۲۰ میلیون سال نوری از زمین قرار گرفته که با توجه به ابعاد ظاهری آن، به این معنی است که ان‌جی‌سی ۴۹۳۹ حدود ۱۹۰۰۰۰ سال نوری وسعت دارد. این کهکشان را ویلیام هرشل در ۲۵ مارس ۱۷۸۶ کشف کرد.

## ویژگی‌ها
ان‌جی‌سی ۴۹۳۹ به عنوان یک کهکشان سیفرت شناخته شده‌است؛ گروهی از کهکشان که دارای هسته‌های نقطه‌ای درخشان است. ان‌جی‌سی ۴۹۳۹ یک کهکشان سیفرت نوع دوم است. طیف پرتو ایکس آن با منبع انعکاس سرد به ضخامت کامپتون سازگارتر است، به این معنی که منبع در پشت مواد متراکم، عمدتاً گاز و غبار پنهان شده‌است،  و پرتو ایکس مشاهده شده منعکس شده، اما وجود یک مدل انتقال نازک کامپتون را نمی‌توان رد کرد. عرض معادل خط FeKα بزرگ است، که نشان می‌دهد منبعی به ضخامت Compton است. مشاهدات بیشتر توسط رصدخانه سوئیفت ماهیت ضخیم کامپتون را تأیید کرد.[۶] منبع فعالیت در هسته‌های فعال کهکشانی یک سیاه‌چاله کلان‌جرم (SMBH) است که در مرکز کهکشان قرار دارد. SMBH در مرکز ان‌جی‌سی ۴۹۳۹ در حال افزایش مواد با نرخ 0.077 M☉ در سال است.[۷] سیاه‌چاله در پرتو ایکس سخت، که توسط ستون ضخیم Compton جذب نمی‌شود، توسط INTEGRAL شناسایی شده‌است.[۸]
کهکشان دارای یک برآمدگی بیضوی بزرگ و شاید یک نوار ضعیف است. این یک کهکشان مارپیچی با طراحی بزرگ است که دو بازوی محکم بسته شده از برآمدگی آن بیرون می‌آید. بازوها نازک، صاف و به خوبی مشخص هستند و می‌توان آنها را برای نزدیک به یک و نیم دور پیش از محو شدنشان ردیابی کرد.[۹] دو بخش یا قوس متقارن بازویی در بخش مرکزی کهکشان مشاهده می‌شود.[۱۰] کهکشان با شیب ۵۶ درجه دیده می‌شود. سرعت چرخش کهکشان حدود ۲۷۰ کیلومتر بر ثانیه است.[۱۱]